# Leopold Stokowski
Leopold Anthony Stokowski (Londra, 18 aprile 1882 – Test Valley, 13 settembre 1977) è stato un direttore d'orchestra e critico musicale britannico.
Proveniente da una famiglia di origine polacca, Stokowski è stato direttore della Philadelphia Orchestra dal 1912 al 1940, della NBC Symphony Orchestra (in coabitazione con Arturo Toscanini) dal 1941 al 1944, e in seguito di varie altre orchestre americane, tra cui la New York Philharmonic. Era noto al grande pubblico per la sua tecnica direttoriale che non prevedeva l'uso della bacchetta, per la sua collaborazione con la Walt Disney Pictures nel lungometraggio d'animazione Fantasia (1941), in cui appare alla testa della Philadelphia Orchestra, e per la capacità di ottenere un suono particolarmente sontuoso dalle orchestre che diresse.
Nel corso della sua carriera diresse numerose "prime", tra cui quelle della Rapsodia su di un Tema di Paganini (di cui diresse anche la prima registrazione nel 1934), della Sinfonia n. 3 e del Concerto per pianoforte e orchestra n. 4 di Sergej Rachmaninov; le "prime" americane della Sinfonia n. 8 di Gustav Mahler e de La sagra della primavera di Igor Stravinsky; delle Ameriques di Edgard Varése e del Concerto per violino e del Concerto per pianoforte di Arnold Schönberg.

## Biografia
Studiò organo e composizione organistica a Londra, Parigi, Monaco e Berlino, interessandosi molto alla divulgazione storiografica della musica ; formò e diresse per un certo periodo piccole formazioni corali debuttando nella veste di direttore di coro e non frequentò mai alcun corso di direzione orchestrale, fatto del tutto inusuale e praticamente poco praticato a quei tempi. Stabilitosi a New York nel 1905, si affermò dal 1908 dirigendo a Londra e dal 1909 fino al 1912 la Cincinnati Symphony Orchestra, dove ha diretto la Sinfonia n. 9 di Beethoven e il Requiem di Verdi con lo Sheffield Philharmonic Choir nel 1911. Dal 1912 al 1940 fu direttore stabile di una delle più antiche e prestigiose compagini orchestrali americane, l'Orchestra di Filadelfia. Nel 1927 dirige le prime esecuzioni assolute nella Symphony Hall dell'American Academy of Music di Filadelfia di Solitude di Boris Koutzen e della 2ª parte di Pause del Silenzio di Gian Francesco Malipiero.
Eccellente organista, grazie alla conoscenza delle enormi possibilità timbriche di questo strumento, si cimentò in svariate trascrizioni per orchestra di opere concepite per strumenti a tastiera (tra le altre, la Passacaglia e fuga in do minore e la Toccata e fuga in Re minore di Bach). Tali trascrizioni hanno un carattere spiccatamente neoromantico, che ben si sposa alle sue qualità di divulgatore musicale, qualità che egli andò approfondendo nel corso degli anni.
Seguendo questa sua attitudine, infatti, Stokowski diresse, a capo della formazione di Filadelfia, le musiche del film Fantasia di Walt Disney, che gli valsero una grande notorietà anche tra un pubblico generalmente lontano dalla musica classica. Ritenuto tra i protagonisti della vita musicale del suo tempo, è stato spesso criticato per la sua tendenza alla magniloquenza retorica.
Dal 1949 al 1950 diresse insieme a Dimitri Mitropoulos la New York Philharmonic. A Salisburgo nel 1951 dirige due concerti con i Wiener Philharmoniker. Nel 1952 al Teatro alla Scala di Milano dirige la sua trascrizione di In ecclesiis benedicite Domino di Giovanni Gabrieli ed il Vespro della Beata Vergine (Monteverdi) con Rolando Panerai.
Dal 1955 al 1961 diresse l'Orchestra sinfonica di Houston. Nel 1955 dirige la prima esecuzione assoluta nella Jesse H. Jones Hall for the Performing Arts di Houston di 12 Russian Fairy Tales di Thomas de Hartmann. Al Metropolitan Opera House di New York debutta nel 1961 con Turandot con Birgit Nilsson, Franco Corelli, Anna Moffo e Bonaldo Giaiotti. Nel 1962 diresse la prima esecuzione assoluta nella Symphony Hall dell'American Academy of Music di Filadelfia di Two Peruvian Preludes di Robert Murrell Stevenson. Nel 1973 diresse la prima esecuzione assoluta a Londra di Metamorphic Variations di Arthur Bliss.

## Discografia
Nella sua discografia (122 dischi di registrazioni acustiche ed elettriche in sessant'anni) si ricordano:
- la sua trascrizione per orchestra della Toccata e fuga in Re minore di Johann Sebastian Bach con la Philadelphia Orchestra diretto da Stokowski del 1927 per la His Master's Voice premiata con il Grammy Hall of Fame Award 1978;
- Beethoven: Symphony No. 9 "Choral" - London Symphony Orchestra/Leopold Stokowski, Decca
- Berlioz: Symphonie fantastique, Op. 14 - New Philharmonia Orchestra/Leopold Stokowski, Decca
- Shelomo, Rhapsody For Cello And Orchestra di Ernest Bloch diretto da Stokowski con la Philadelphia Orchestra del 1940 per la RCA Victor che vinse il Grammy Hall of Fame Award 1999;
- Mussorgsky: Pictures at an Exhibition - New Philharmonia Orchestra/Leopold Stokowski, Decca
- Rachmaninoff, Piano Concerto No. 2 in C Minor con Sergei Rachmaninoff al pianoforte e la Philadelphia Orchestra diretta da Stokowski per la RCA Victor Red Seal premiato con il Grammy Hall of Fame Award 1976;
- Rachmaninoff, Rhapsody On A Theme Of Paganini Op. 43 con Rachmaninoff al pianoforte e la Philadelphia Orchestra diretta da Stokowski per la RCA premiato con il Grammy Hall of Fame Award 1979;
- Rimsky-Korsakov: Scheherazade, Op. 35 - London Symphony Orchestra/Leopold Stokowski, Decca
- Rimsky-Korsakov: Scheherazade, Russian Easter Overture - Leopold Stokowski, RCA/BMG
- Shostakovich: Symphony No. 11 - Houston Symphony Orchestra/Leopold Stokowski, Angel/EMI
- Tchaikovsky: Symphony No. 5 in E Minor, Op. 64 - New Philharmonia Orchestra/Leopold Stokowski, Decca
- Vivaldi: The Four Seasons - New Philharmonia Orchestra/Leopold Stokowski, 1967 Decca
- Wagner: Orchestral Masterpieces from The Ring of the Nibelungen - London Symphony Orchestra/Leopold Stokowski, Decca
- Wagner: Orchestral Opera Selections - Leopold Stokowski/Royal Philharmonic Orchestra, RCA/BMG
- Fantasia: Leopold Stokowski/The Philadelphia Orchestra, EMI
- Stokowski: Debussy: Nocturnes - Iberia - Clair De Lune - Prelude à L'apres-Midi d'un Faune - Leopold Stokowski/Orchestre national de la Radiodiffusion-Télévision française, Angel/EMI
- Stravinsky: L'Histoire Du Soldat - Leopold Stokowski/Madeline Milhaud, Musical Concepts
- Stokowski, Decca Recordings 1965-72 - Stokowski/Czech PO/New PhO/LSO, Decca
- Stokowski: The Columbia Stereo Recordings, 1960/1980 Sony
- Stokowski: The Stereo Collection, 1954/1975 - Leopold Stokowski/London Symphony Orchestra, RCA/BMG
- Stokowski: Rhapsodies: Liszt/Enesco/Smetana/Wagner - Leopold Stokowski, RCA/BMG